# 渝水区
渝水区（ゆすい-く）は中華人民共和国江西省新余市に位置する市轄区。

## 行政区画
- 街道:城南街道、城北街道、袁河街道、新鋼街道、孔目江街道
- 鎮:水北鎮、下村鎮、良山鎮、羅坊鎮、姚圩鎮、珠珊鎮、河下鎮、観巣鎮、欧里鎮、水西鎮、鵠山鎮
- 郷:人和郷、界水郷、南安郷、新渓郷、九竜山郷

## 交通

### 鉄道
- 中国鉄路総公司
  - 滬昆旅客専用線
    - 新余北駅

  - 滬昆線
    - 新余駅

### 道路
- 高速道路
  - 大広高速道路
  - 滬昆高速道路
  - 樟吉高速道路

## 出身者
- 彭昱暢 - 俳優